# Poor Law Medical Officers Association
A Poor Law Medical Officers Association foi formada em 1868 por uma fusão da Poor Law Medical Reform Association e da Association of Metropolitan Workhouse Medical Officers.
Joseph Rogers foi o fundador e, por algum tempo, presidente.